# کله‌زاویه
کله‌زیوه (به ترکی آذربایجانی: Kələzeyvə) یک منطقهٔ مسکونی در جمهوری آذربایجان است که در شهرستان اسماعیللی واقع شده‌است.